# Salicilato di magnesio
Il Salicilato di magnesio, che nella forma tetraidrata si presenta come una  polvere cristallina e scarsamente igroscopica, è un composto appartenente alla famiglia dei salicilati, della classe dei farmaci antinfiammatori non steroidei (FANS). Come farmaco viene utilizzato per ridurre il dolore, il gonfiore e la rigidità articolare causati dalla artrite.
Il farmaco è disponibile in molti paesi come prodotto da banco.

## Farmacodinamica
Il meccanismo d'azione del salicilato di magnesio è sostanzialmente da imputare alla inibizione della biosintesi delle prostaglandine, secondaria al blocco da parte del farmaco dell'enzima prostaglandina-endoperossido sintasi nota anche come ciclossigenasi. Viene così impedita la produzione di mediatori dell'infiammazione (e del dolore) come le prostacicline e le prostaglandine.

## Farmacocinetica
Dopo somministrazione per via orale salicilato di magnesio viene rapidamente assorbito dal tratto gastrointestinale. La concentrazioni plasmatica di picco (Cmax) viene raggiunta in genere entro 1 ora dalla somministrazione. L'assunzione del composto non viene influenzata dalla concomitante assunzione di cibo.

## Effetti collaterali ed indesiderati
I più comuni effetti avversi riportati durante il trattamento con salicilato di magnesio sono a carico dell'apparato gastrointestinale e comprendono: dispepsia, nausea, vomito, flatulenza, dolore epigastrico, diarrea o costipazione, esofagiti, ulcera gastrica o duodenale, sanguinamento gastrico o perforazione intestinale ed epatopatia.

Si possono inoltre verificare cefalea, vertigini, anemia, edema, alterazioni della funzionalità renale, aumento degli enzimi epatici (AST ed ALT), aumento del tempo di sanguinamento e tendenza alla formazione di ecchimosi, prurito, eruzioni cutanee, orticaria e tinnito.
In alcuni soggetti possono verificarsi gravi reazioni di tipo allergico comprendenti difficoltà respiratoria, broncospasmo ed asma, importante edema del viso, labbra, lingua o gola, ipotensione arteriosa.

## Gravidanza e allattamento
L'inibizione della sintesi di prostaglandine può causare effetti negativi sulla gravidanza e sullo sviluppo embrio/fetale.
Gli studi epidemiologici sottolineano un aumentato rischio di aborto, malformazione cardiaca e gastroschisi quando venga utilizzato un inibitore della sintesi delle prostaglandine, in particolare nelle prime fasi della gravidanza.
Dopo le 24 settimane di gestazione tutti i farmaci che inibiscono la sintesi delle prostaglandine possono esporre il feto ad aumentato rischio di tossicità cardiopolmonare (chiusura prematura del dotto arterioso e ipertensione polmonare) e disfunzione renale (insufficienza renale con oligo-idroamnios). Al termine della gravidanza la madre e il neonato possono registrare un prolungamento del tempo di sanguinamento(secondario ad inibizione dell'aggregazione piastrinica) e inibizione delle contrazioni uterine con conseguente ritardo o prolungamento del travaglio.

Salicilato di magnesio è escreto nel latte materno, non è quindi raccomandato nelle donne che hanno scelto l'allattamento al seno.

## Interazioni
- Inibitori della anidrasi carbonica (acetazolamide): la cosomministrazione può comportare una riduzione dell'efficacia dell'antinfiammatorio.
- Anticoagulanti (warfarin, acenocumarolo) ed altri FANS: la contemporanea somministrazione può incrementare la frequenza degli effetti collaterali, incluso il rischio di sanguinamento.
- Insulina ed antidiabetici orali (gliburide, nateglinide ed altri): gli effetti collaterali di queste sostanze (ed in particolare il rischio di ipoglicemia), possono aumentatare a seguito della somministrazione di salicilato di magnesio.